# Johannismühle (Schönsee)
Johannismühle ist ein Ortsteil der Stadt Schönsee im Oberpfälzer Landkreis Schwandorf in Bayern.

## Geografie
Die Einöde Johannismühle liegt in dem Landschaftsschutzgebiet LSG-00567.01  innerhalb des Naturparks Oberpfälzer Wald an der Staatsstraße 2159 etwa einen Kilometer östlich von Dietersdorf. Das Gelände befindet sich am Lohbach, der ungefähr einen Kilometer weiter westlich bei Dietersdorf in die Ascha mündet. Etwa 1,3 km nordöstlich verläuft die Staatsgrenze zur Tschechien.

## Geschichte
Das bayerische Urkataster zeigt bei der Johannismühle in den 1810er Jahren lediglich eine Brücke über den Lohbach. In den Kartenwerken ist um 1890 erstmals ein namenloses Gebäude verzeichnet. Die Bezeichnung Johannes-Mühle taucht ab der Zeit des Nationalsozialismus im Jahr 1936 in den Kartenwerken auf. Zu dieser Zeit ist auch schon der ca. 1000 m² große Mühlenteich kartiert, der etwa 100 m südlich der Mühle angelegt wurde. 
Zu Anfang des 20. Jahrhunderts wurden in der Johannismühle Holzschindeln geschnitten mit denen die Häuser der Umgebung gedeckt waren.
Am 31. Dezember 1990 hatte Johannismühle einen Einwohner und gehörte zur Pfarrei Schönsee.